# Woodford Hill
Woodford Hill é uma cidade de Dominica localizada na paróquia de Saint Andrew.